# WMMR
WMMR (93,3 FM) est une station de radio privée américaine, de format rock, basée à Philadelphie, en Pennsylvanie, et couvrant la vallée du Delaware. Propriété du groupe Greater Media (en), elle produit l'émission Preston and Steve, l'une des matinales à la plus forte audience à Philadelphie.

## Histoire
La station est lancée en 1942 avec l'indicatif WIP-FM. 